# José Luís de Oliveira
José Luís de Oliveira, meglio conosciuto come Zé Luiz (Rio de Janeiro, 16 novembre 1904 – ...), è stato un calciatore brasiliano.
Per identificarlo sono possibili entrambe le grafie, sia Luís che Luiz.

## Carriera
Zé Luiz giocò per il Palestra Itália (futuro Palmeiras) e per il São Cristóvão.
Con la Nazionale brasiliana disputò il Mondiale 1930.

## Palmarès

### Club
- Campionato Carioca: 1

São Cristóvão: 1926